# Крейґ Біддл
Крейґ Біддл (англ. Craig Biddle; 24 жовтня 1879 — 22 грудня 1947) — колишній американський тенісист.
Найвищим досягненням на турнірах Великого шолома був фінал в змішаному парному розряді.

## Фінали турнірів Великого шолома

### Мікст

#### Поразка (1)
| Рік  | Турнір        | Покриття | Партнер       | Суперники                               | Рахунок  |
| 1920 | Чемпіонат США | Трава    | Молла Маллорі | Гейзел Гочкіс-Вайтмен Воллас Ф. Джонсон | 4–6, 3–6 |